# Diócesis de Pistoya
La diócesis de Pistoya (en latín: Dioecesis Pistoriensis y en italiano: Diocesi di Pistoia) es una circunscripción eclesiástica de la Iglesia católica en Italia. Se trata de una diócesis latina, sufragánea de la arquidiócesis de Florencia. Desde el 8 de octubre de 2014 su obispo es Fausto Tardelli.

## Territorio y organización

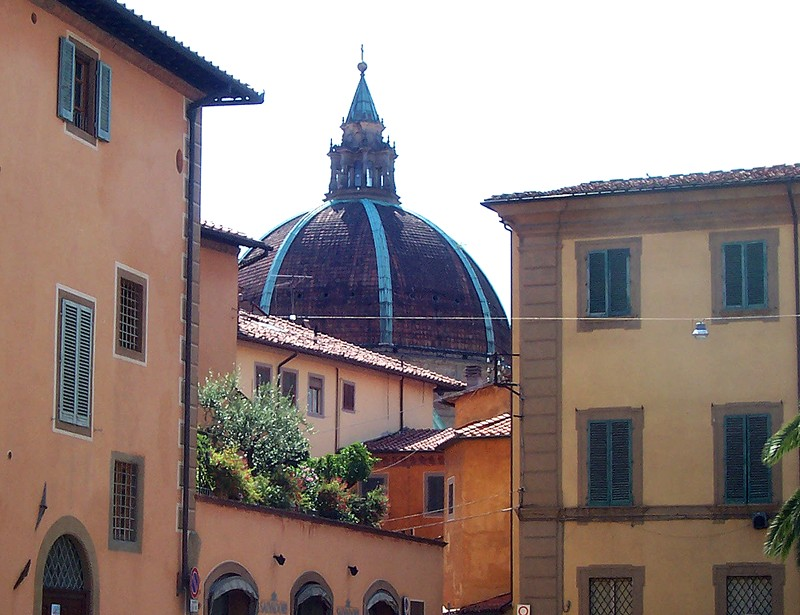
Basílica de Nuestra Señora de la Humildad, en Pistoya

La diócesis tiene 821 km² y extiende su jurisdicción sobre los fieles católicos de rito latino residentes en parte de la región de Toscana, comprendiendo:
- en la provincia de Pistoya las comunas de: Abetone Cutigliano (creada en 2017 por fusión de las comunas de Abetone y Cutigliano), Agliana, Lamporecchio, Marliana, Montale, Pistoya, Quarrata, Sambuca Pistoiese, San Marcello Piteglio (creada en 2017 por fusión de las comunas de San Marcello Pistoiese y Piteglio) y Serravalle Pistoiese;
- en la provincia de Prato las comunas de: Poggio a Caiano, Carmignano y Montemurlo;
- en la ciudad metropolitana de Florencia las comunas de: Capraia e Limite y la mayor parte de la de Vinci[nota 1]

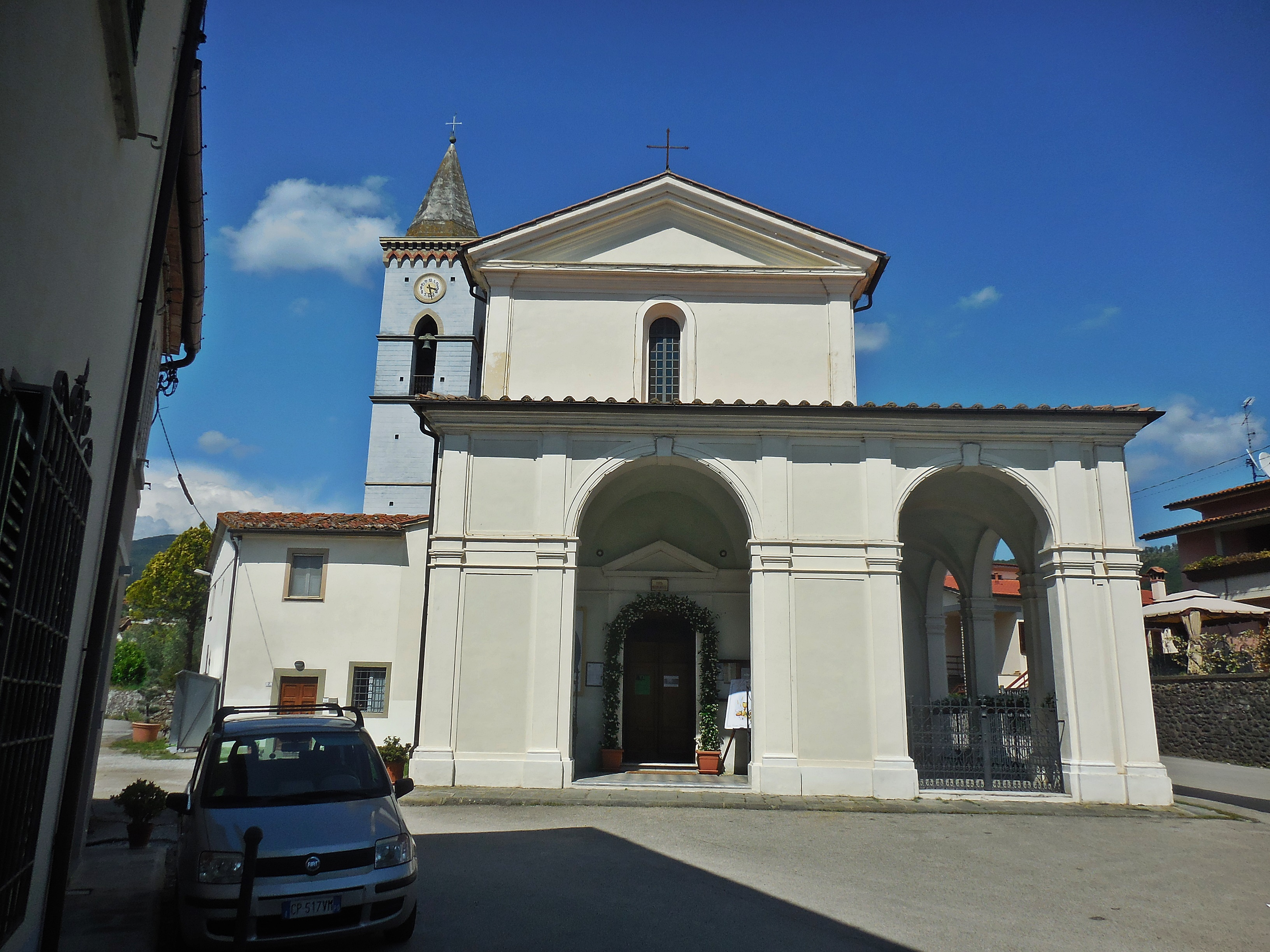
Santuario de la Virgen de Valdibrana, en Valdibrana

La sede de la diócesis se encuentra en la ciudad de Pistoya, en donde se halla la Catedral de San Zenón. Entre los santuarios diocesanos se encuentran: la basílica de Nuestra Señora de la Humildad, en Pistoya; el santuario de la Virgen de Valdibrana, en Valdibrana; y la iglesia de Santa María de las Gracias, en Pistoya.

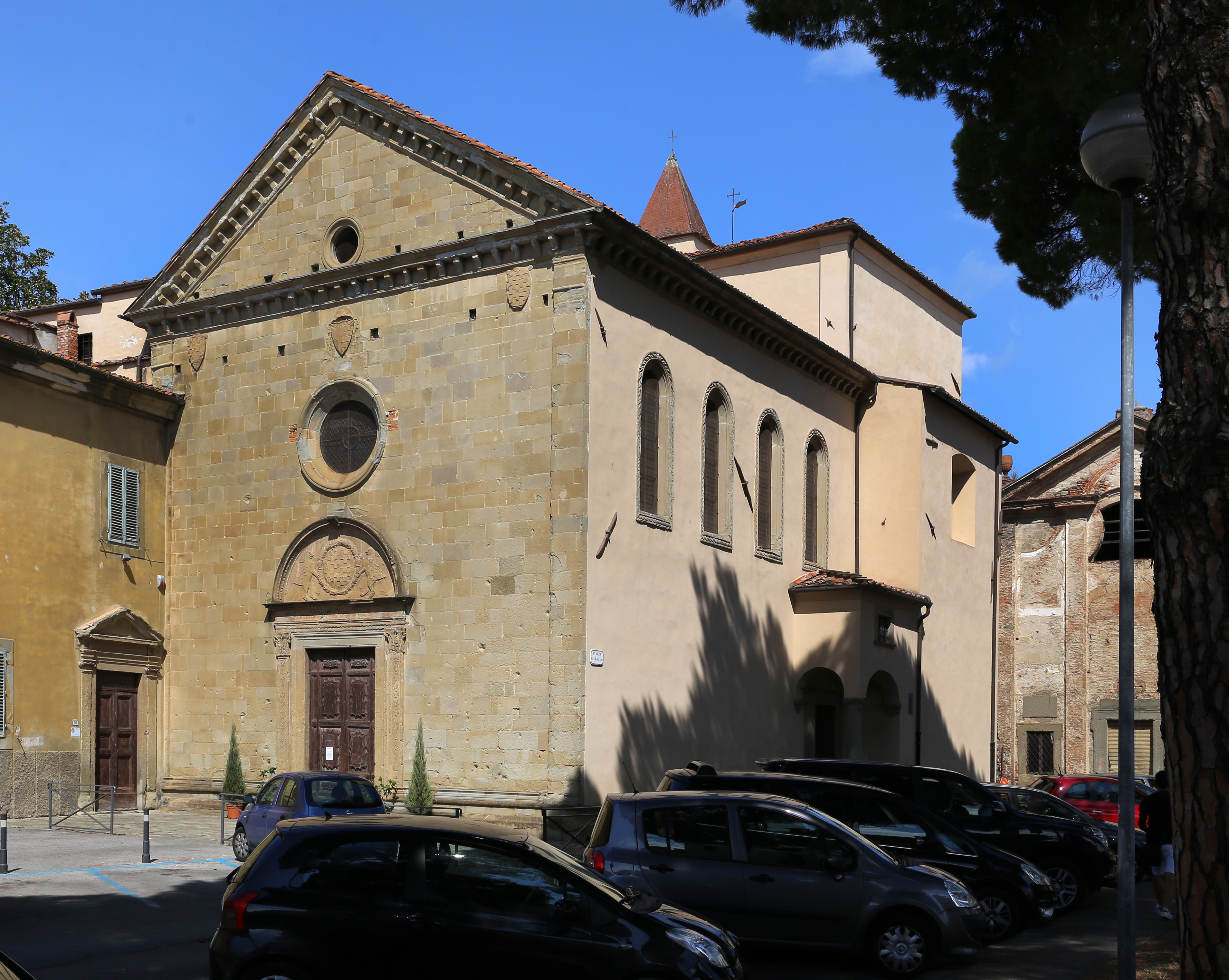
Iglesia de Santa María de las Gracias, en Pistoya

En 2023 en la diócesis existían 160 parroquias agrupadas en 9 vicariatos: Città di Pistoia, Quarrata, Poggio a Caiano-Carmignano, Montale-Agliana-Montemurlo, Ombrone Limentra, Bottegone, Vincio, Montalbano occidentale y Reno-e-Montagna.

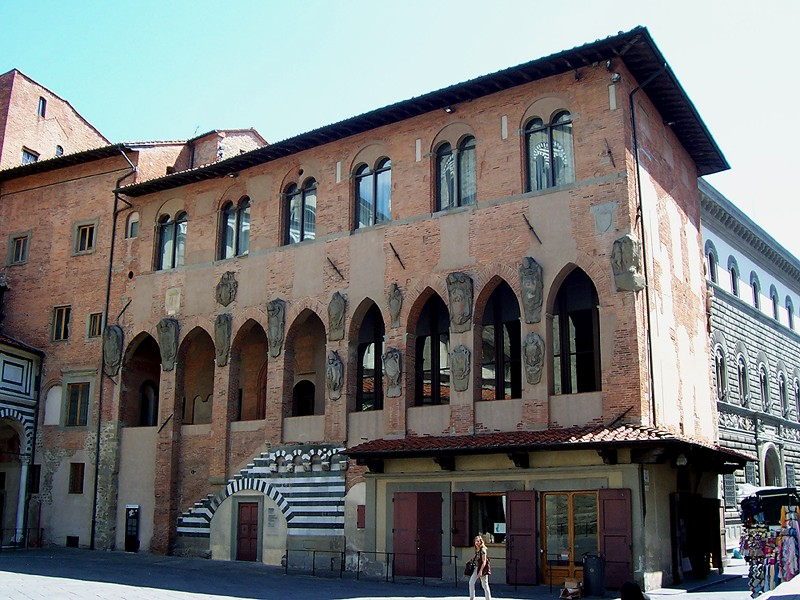
Palacio episcopal de Pistoya

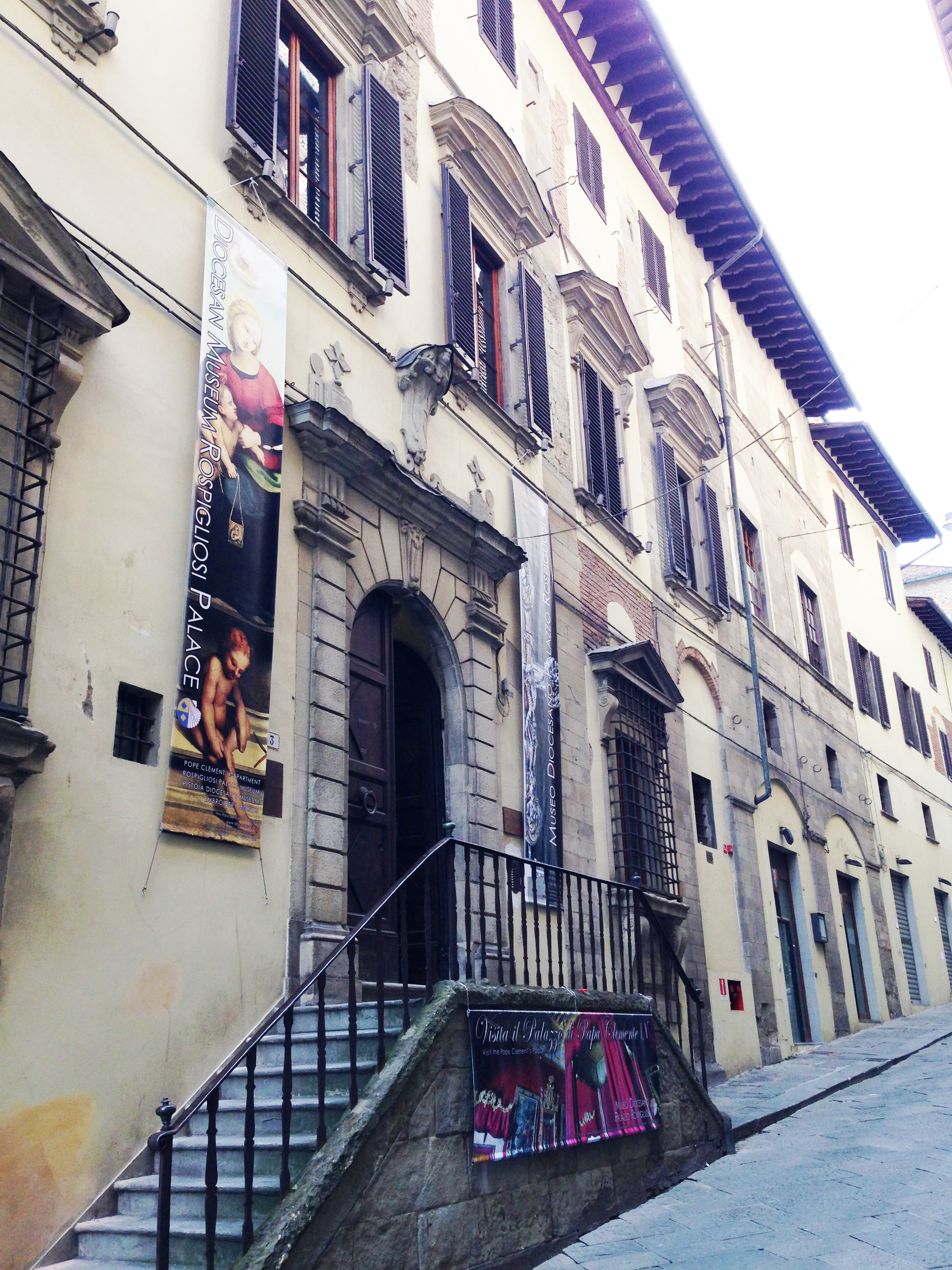
Palacio Rospigliosi, en Pistoia, sede del museo diocesano

## Historia
Según la tradición, desprovista de cualquier fundamento histórico, la evangelización de la zona de Pistoya se debió a la iniciativa de san Pedro, que envió a Toscana a san Rómulo, protoobispo, que luego fue incluido en las cronología de Pistoya, así como en las de las Iglesias de Fiesole y Volterra. Recientes descubrimientos arqueológicos permiten datar una cierta presencia cristiana en Pistoya en el bajo Imperio romano.
El primer documento histórico que habla de un obispo de Pistoya, aunque anónimo, es una carta del papa Gelasio I del 492/496, donde, junto a otros obispos, se le describe como aetate vel honore longaevus. En una carta del papa Pelagio I del año 557 se recogen los nombres de siete obispos de Tuscia Annonaria, pero sin indicar sus respectivas sedes de afiliación. Algunos autores creen que entre Massimiliano, Geronzio, Terenzio y Vitale probablemente estaba también el obispo de Pistoya. Sin embargo, «muchos consideran que esta postura no está suficientemente probada».
Hasta finales del siglo VII no hay más menciones documentales de la sede de Pistoya. Los historiadores locales han intentado llenar el vacío «con una serie de nombres de obispos más o menos imaginarios,... nombres todos ficticios, de los que no queda ningún documento que pueda de algún modo sustentar su existencia real». El silencio de las fuentes, desde mediados del siglo VI hasta principios del VIII, la ausencia de los obispos de Pistoya en los concilios romanos de 649 y 680, donde en cambio estaban presentes muchos obispos de Toscana, han llevado a algunos estudiosos (Chiappelli) a plantear la hipótesis de una supresión temporal de la diócesis y su incorporación a la cercana de Lucca. Y es precisamente al obispo de esta ciudad a quien Giovanni, en el año 700, pide la confirmación de su elección. Giovanni es también el primer obispo de Pistoya cuyo nombre se conoce con certeza.
La serie de obispos fiables de Pistoya se reanuda con Guillerado a principios del siglo IX, documentado del 806 al 812. Según el historiador diocesano Sabatino Ferrali, los obispos citados en las cronologías locales para el siglo VIII son ficticios, insertados también para llenar el vacío entre Giovanni I y Guillerado.
Durante la Edad Media el obispo de Pistoya tuvo un importante papel político en el gobierno de la ciudad, que se materializó en el siglo XI con un señorío de facto. Con el nacimiento y afirmación de la autonomía municipal, y la redacción de los primeros estatutos de la ciudad, el poder de los obispos entró en crisis, hasta desaparecer por completo en la segunda mitad del siglo XII. El mayor momento de conflicto entre obispos y autoridades de la ciudad se produjo en 1137, «cuando los cónsules robaron el tesoro de la catedral y ocuparon el campanario, utilizándolo como torre cívica». Con la mediación del obispo san Atón, la crisis se resolvió en 1145.
Entre los siglos XII y XIII el territorio diocesano se organizó en parroquias y pieves, asumiendo la estructura que se mantuvo hasta las reformas de Scipione de' Ricci a finales del siglo XVIII. El libro de diezmos de 1274 documenta la división del territorio diocesano en 35 pieves y 182 parroquias.
El 10 de mayo de 1419, coincidiendo con la formación del Estado territorial florentino, la diócesis pasó a ser sufragánea de la arquidiócesis de Florencia, perdiendo así su inmediata sujeción secular a la Santa Sede.
Desde el siglo XII comenzaron las disputas entre la sede episcopal y la iglesia parroquial de San Esteban de Prato. Con la bula Etsi cunctae del 5 de septiembre de 1463, el papa Pío II erigió la iglesia parroquial en prepositura nullius dioecesis sujeta inmediatamente a la Santa Sede y por tanto completamente independiente de la jurisdicción de los obispos de Pistoya.
En 1471 el obispo Donato de' Medici instituyó el Monte de piedad.
Sólo tardíamente se aplicaron en la diócesis los decretos de reforma decididos por el Concilio de Trento. Entre los principales promotores de la actualización tridentina estuvo Alessandro del Caccia, que gobernó la sede de Pistoya desde 1600 a 1649. El seminario diocesano fue erigido recién en 1693 con el obispo Leone Strozzi en el antiguo convento agustino de Tolentino, trasladado a la plaza San Leone en las primeras décadas del siglo XVIII y trasladado definitivamente a las instalaciones del antiguo convento franciscano de Santa Clara en 1783.
El 22 de septiembre de 1653, mediante la bula Redemptoris nostri del papa Inocencio X, se erigió la diócesis de Prato, con territorio separado de la diócesis de Pistoya, a la que se unió simultáneamente aeque principaliter.
La diócesis sufrió una ligera modificación territorial hacia finales del siglo XVIII. De hecho, «en 1784, gracias a la política de Pietro Leopoldo, las iglesias parroquiales de Sambuca, Treppio, Torri, Pàvana, Frassignoni, San Pellegrino del Cassero y Fossato, separadas de la diócesis de Bolonia, fueron agregadas a ella».
El 19 de septiembre de 1786 se inauguró el importante Sínodo de Pistoya, presidido por Scipione de Ricci, que concluyó el 28 de septiembre. En este sínodo el obispo promovió reformas jansenistas en la liturgia, en la educación, en la disciplina del clero, en la doctrina y llegó hasta prohibir el culto al Sagrado Corazón de Jesús. El Sínodo sumió a la diócesis en la confusión, hasta el punto de amenazar con un cisma en toda la Toscana. En 1790, durante la ausencia del obispo, los capítulos de Pistoya y Prato rechazaron los decretos del sínodo. Después de un examen de seis años, la bula Auctorem Fidei del papa Pío VI condenó 85 tesis aprobadas por el sínodo, calificando 7 de heréticas y otras de «cismáticas, erróneas, subversivas de la jerarquía eclesiástica, falsas, temerarias, caprichosas, lesivas a la Iglesia y a su autoridad, conducentes al desprecio de los sacramentos y de las prácticas de la Santa Iglesia, ofensivas a la piedad de los fieles, perturbadoras del orden de las diversas iglesias, del ministerio eclesiástico, de la paz de las almas; quienes se opusieron a los decretos de Trento, ofendieron la veneración debida a la Madre de Dios y los derechos de los Concilios generales». Tras la condena, Ricci, que ya había renunciado a la diócesis en 1791, se retractó de sus tesis y se sometió a la autoridad del papa.
Los efectos del Sínodo de Scipione de Ricci se sintieron durante todo el siglo XIX, durante el cual los obispos se preocuparon de reiterar la condena del sínodo de 1786 y la fidelidad de la Iglesia y de los fieles de Pistoya a la Iglesia católica. Entre ellos, se puede recordar a Enrico Bindi que, durante el Concilio Vaticano I, intervino para pedir que «el término 'pistorienses' no se usara más como sinónimo de jansenistas», y que trabajó para reconsagrar la ciudad al Sagrado Corazón de Jesús, iniciativa que fue repetida por Gabriele Vettori en 1917.
En 1916, mediante el decreto Ex officio divinitus de la Congregación Consistorial, la diócesis de Pistoya cedió 27 parroquias para la ampliación de la diócesis de Prato.
El 25 de enero de 1954 el papa Pío XII separó la diócesis de Prato de la diócesis de Pistoya mediante la bula Clerus populusque.
En 1975 Pistoya cedió otras 12 parroquias en las comunas de Cantagallo y Vernio para la ampliación de la diócesis de Prato.
El museo diocesano fue creado en 1968 en algunas salas del palacio episcopal. En 1997 encontró su hogar definitivo en el palacio Rospigliosi.
Desde el 14 de octubre de 2023 está unida in persona episcopi a la diócesis de Pescia.

## Estadísticas
Según el Anuario Pontificio 2024 la diócesis tenía a fines de 2023 un total de 203 900 fieles bautizados.
| Año                                                                             | Población            | Población | Población      | Sacerdotes | Sacerdotes    | Sacerdotes    | Bautizados por sacerdote | Diáconos permanentes | Religiosos | Religiosos | Parroquias |
| Año                                                                             | Bautizados católicos | Total     | % de católicos | Total      | Clero secular | Clero regular | Bautizados por sacerdote | Diáconos permanentes | Varones    | Mujeres    | Parroquias |
| ------------------------------------------------------------------------------- | -------------------- | --------- | -------------- | ---------- | ------------- | ------------- | ------------------------ | -------------------- | ---------- | ---------- | ---------- |
| Diócesis de Pistoya y Prato                                                     |                      |           |                |            |               |               |                          |                      |            |            |            |
| 1949                                                                            | 262 103              | 262 403   | 99.9           | 378        | 289           | 89            | 693                      |                      | 95         | 791        | 217        |
| Diócesis de Pistoya                                                             |                      |           |                |            |               |               |                          |                      |            |            |            |
| 1970                                                                            | 201 919              | 202 238   | 99.8           | 235        | 188           | 47            | 859                      |                      | 67         | 549        | 172        |
| 1980                                                                            | 204 221              | 204 965   | 99.6           | 193        | 157           | 36            | 1058                     | 1                    | 42         | 439        | 160        |
| 1990                                                                            | 219 100              | 220 400   | 99.4           | 170        | 142           | 28            | 1288                     | 4                    | 30         | 349        | 158        |
| 1999                                                                            | 212 885              | 213 685   | 99.6           | 173        | 141           | 32            | 1230                     | 25                   | 34         | 254        | 160        |
| 2000                                                                            | 211 000              | 229 000   | 92.1           | 161        | 130           | 31            | 1310                     | 24                   | 33         | 275        | 160        |
| 2001                                                                            | 215 000              | 236 111   | 91.1           | 160        | 131           | 29            | 1343                     | 23                   | 32         | 240        | 160        |
| 2002                                                                            | 221 300              | 234 912   | 94.2           | 164        | 134           | 30            | 1349                     | 23                   | 32         | 227        | 160        |
| 2003                                                                            | 207 861              | 220 861   | 94.1           | 165        | 135           | 30            | 1259                     | 23                   | 32         | 224        | 160        |
| 2004                                                                            | 215 000              | 217 515   | 98.8           | 156        | 129           | 27            | 1378                     | 23                   | 27         | 227        | 161        |
| 2013                                                                            | 219 300              | 228 600   | 95.9           | 119        | 97            | 22            | 1842                     | 22                   | 26         | 152        | 160        |
| 2016                                                                            | 217 600              | 222 130   | 98.0           | 105        | 90            | 15            | 2072                     | 19                   | 17         | 143        | 160        |
| 2019                                                                            | 210 900              | 215 230   | 98.0           | 105        | 95            | 10            | 2008                     | 17                   | 12         | 131        | 160        |
| 2021                                                                            | 204 100              | 208 300   | 98.0           | 104        | 95            | 9             | 1962                     | 16                   | 9          | 111        | 160        |
| 2023                                                                            | 203 900              | 208 108   | 98.0           | 96         | 90            | 6             | 2123                     | 17                   | 6          | 106        | 160        |
| Fuente: Catholic-Hierarchy, que a su vez toma los datos del Anuario Pontificio. |                      |           |                |            |               |               |                          |                      |            |            |            |

## Episcopologio

### Obispos de Pistoya
- San Romolo †
- Anónimo † (mencionado en 492/496)
- Anónimo? † (mencionado en 557)[nota 2]
- Giovanni I † (700 electo-después de 716)[nota 3]
- Guillerado † (antes de 806-después de 812)[12]
- Lamprando † (mencionado en 826)[13]
- Gausprando † (mencionado en 844)[14]
- Oschisio † (antes de 850?[nota 4]-después de 877)[15]
- Asterio † (mencionado en 901)[16]
- Guido I? † (antes de 916-circa 937 falleció)[nota 5]
- Uberto † (época incierta entre 930 y 950)[17]
- Raimbaldo † (antes de 940-después de 941)[18]
- Giovanni II † (antes de 951-después de agosto de 982)[19]
- Antonino † (antes de mayo de 985-después de enero de 1011)[19]
- Guido II † (mencionado en mayo de 1012)[19]
- Restaldo † (antes de 1018-después de enero de 1023)[19]
- Guido III † (antes de abril de 1024-después del 27 de junio de 1042)[19]
- Martino † (antes del 6 de agosto de 1042?[nota 6]-después de 1057)[19]
- Leone † (antes de mayo de 1065-después de abril de 1085)[19]
- Pietro Guidi, O.S.B.Vall. † (antes de junio de 1086-14 de agosto de 1104 falleció)[19]
- Ildebrando Guidi, O.S.B.Vall. † (antes de agosto de 1105[nota 7]-después de septiembre de 1131 falleció)[19]
- San Atón, O.S.B.Vall. † (antes de diciembre de 1133-22 de mayo de 1153 falleció)[20]
- Tracia † (antes de febrero de 1154[21]-después de enero de 1175[22])
- Rinaldo † (antes de abril de 1178-5 de enero circa 1187 falleció)[23]
- Buono † (antes del 15 de febrero[23] de 1187-28 de enero de 1208 falleció)
- Soffredo Soffredi I † (19 de noviembre de 1208-14 de diciembre de 1210 falleció)
- Soffredo Soffredi II † (circa 1211-después de marzo de 1221 renunció)[nota 8]
- Tommaso † (1222-circa 1222 falleció)
- Graziano Berlinghieri † (antes del 7 de abril de 1223-7 de enero de 1250 falleció)
- Guidaloste Vergiolesi † (20 de junio de 1252-21 de febrero de 1286 falleció)
- Tommaso Andrei † (9 de junio de 1286-29 de julio de 1303 falleció)
- Bartolòmino Giuntoncini Sigisbuldi † (2 de noviembre de 1303-4 de diciembre de 1307 nombrado obispo de Foligno)
- Ermanno degli Anastasi † (4 de diciembre de 1307-15 de agosto de 1321 falleció)
- Baronto Ricciardi † (19 de febrero de 1322-1348 falleció)

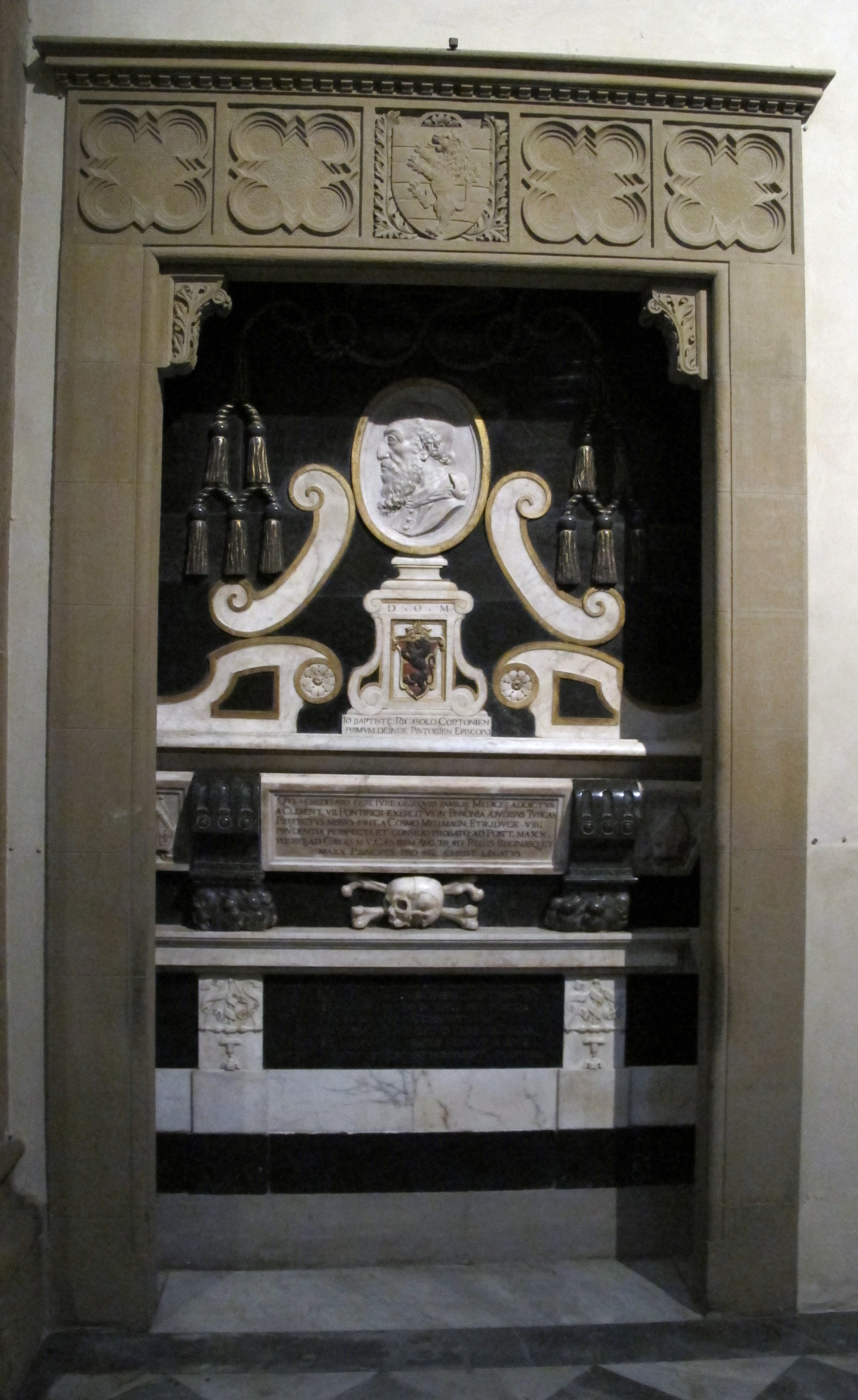
Tumba de Giovambattista Ricasoli, obispo de 1560 a 1572, en la basílica de Santa María Novella, en Florencia

- Andrea Ciantori † (21 de octubre de 1349-19 de septiembre de 1356 falleció)
- Remigio, O.S.A. † (26 de abril de 1357-1370 renunció)
- Giovanni Vivenzi, O.S.A. † (5 de julio de 1370-1381 nombrado obispo de Cervia)
- Beato Andrea Franchi, O.P. † (1381-1400 renunció)
- Matteo Diamanti † (11 de marzo de 1400-12 de diciembre de 1425 falleció)
- Ubertino Albizi, O.P. † (15 de mayo de 1426-1434 falleció)
- Donato de' Medici † (22 de junio de 1436-diciembre de 1474 falleció)
- Niccolò Pandolfini † (23 de diciembre de 1474-17 de septiembre de 1518 falleció)
- Lorenzo Pucci † (17 de septiembre de 1518 por sucesión-5 de noviembre de 1518 renunció)
- Antonio Pucci † (5 de noviembre de 1518-8 de agosto de 1541 renunció)
- Roberto Pucci † (8 de agosto de 1541-7 de diciembre de 1546 nombrado obispo de Melfi y Rapolla)
- Francesco da Galliano † (16 de enero de 1547-10 de diciembre de 1559 falleció)
- Giovambattista Ricasoli † (14 de febrero de 1560-21 de febrero de 1572 falleció)
- Alessandro di Ottaviano de' Medici † (9 de marzo de 1573-15 de enero de 1574 nombrado arzobispo de Florencia, luego electo papa con el nombre de León XI)
- Ludovico Antinori † (15 de enero de 1574-2 de diciembre de 1575 nombrado arzobispo de Pisa)
- Lattanzio Lattanzi † (2 de diciembre de 1575-11 de diciembre de 1587 falleció)
- Ottavio Abbiosi † (11 de diciembre de 1587 por sucesión-abril de 1599 renunció)
- Fulvio Passerini † (19 de abril de 1599-11 de diciembre de 1599 falleció)
- Alessandro del Caccia † (3 de julio de 1600-4 de septiembre de 1649 falleció)
- Francesco Nerli † (14 de febrero de 1650-16 de diciembre de 1652 nombrado arzobispo de Florencia)

### Obispos de Pistoya y Prato

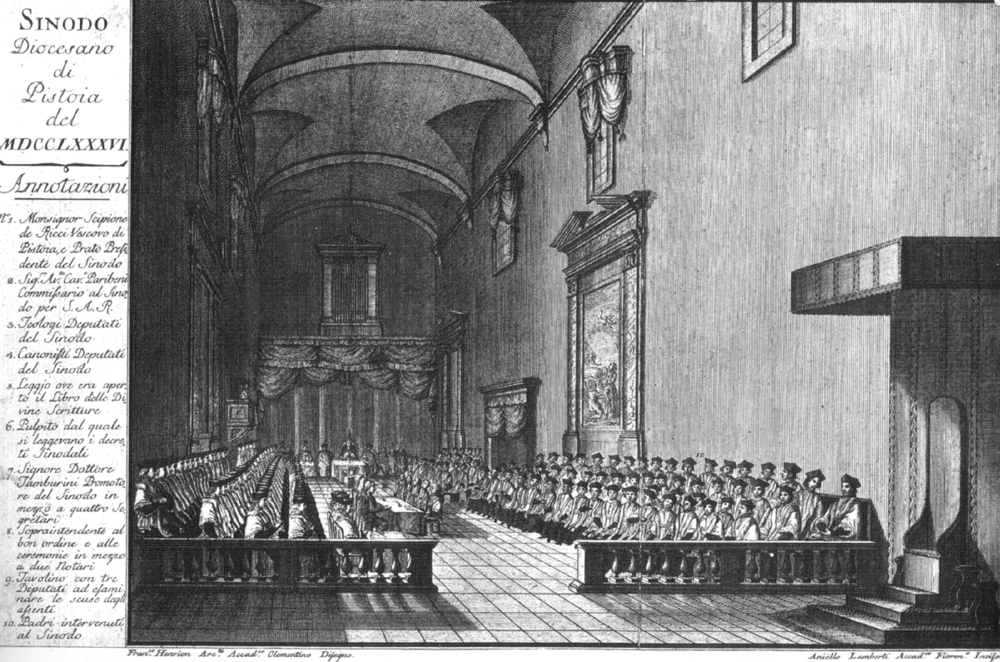
Grabado de 1786. Representación del sínodo diocesano convocado por el obispo Scipione de Ricci

- Giovanni Gerini † (22 de septiembre de 1653-18 de mayo de 1656 falleció)
- Francesco Rinuccini † (28 de agosto de 1656-11 de marzo de 1678 falleció)
- Gherardo Gherardi † (10 de abril de 1679-16 de enero de 1690 falleció)
- Leone Strozzi, O.S.B.Vall. † (10 de julio de 1690-21 de junio de 1700 nombrado arzobispo de Florencia)
- Francesco Frosini † (24 de enero de 1701-2 de octubre de 1702 nombrado arzobispo de Pisa)
- Carlo Visdomini Cortigiani † (15 de enero de 1703-13 de octubre de 1713 falleció)
- Colombino Bassi, O.S.B.Vall. † (6 de mayo de 1715-11 de abril de 1732 falleció)
- Federico Alamanni † (21 de julio de 1732-30 de noviembre de 1775 falleció)
- Giuseppe Ippoliti † (15 de abril de 1776-23 de marzo de 1780 falleció)
- Scipione de Ricci † (19 de junio de 1780-10 de junio de 1791 renunció)
- Francesco Falchi Picchinesi † (19 de diciembre de 1791-10 de febrero de 1803 falleció)
- Francesco Toli † (28 de marzo de 1803-6 de julio de 1833 falleció)
- Angelo Maria Gilardoni † (23 de junio de 1834-24 de mayo de 1835 falleció)
  - Sede vacante (1835-1837)
- Giovanni Battista Rossi † (2 de octubre de 1837-16 de febrero de 1849 falleció)
- Leone Niccolai, O.Cart. † (5 de noviembre de 1849-13 de julio de 1857 falleció)
  - Sede vacante (1857-1867)
- Enrico Bindi † (27 de marzo de 1867-27 de octubre de 1871 nombrado arzobispo de Siena)
- Niccolò Sozzifanti † (27 de octubre de 1871-1 de febrero de 1883 falleció)
- Donato Velluti Zati di San Clemente † (15 de marzo de 1883-11 de marzo de 1885 renunció[nota 9])
- Marcello Mazzanti † (27 de marzo de 1885-18 de agosto de 1908 falleció)
- Andrea Sarti † (29 de abril de 1909-7 de noviembre de 1915 falleció)
- Gabriele Vettori † (6 de diciembre de 1915-6 de febrero de 1932 nombrado arzobispo de Pisa)
- Giuseppe Debernardi † (13 de marzo de 1933-19 de septiembre de 1953 falleció)

### Obispos de Pistoya
- Mario Longo Dorni † (24 de abril de 1954-18 de agosto de 1985 falleció)
- Simone Scatizzi † (27 de mayo de 1981-4 de noviembre de 2006 retirado)
- Mansueto Bianchi † (4 de noviembre de 2006-5 de abril de 2014 nombrado asistente eclesiástico general de la Acción Católica italiana)
- Fausto Tardelli, desde el 8 de octubre de 2014